# Tramvaiul articulat bucureștean
Familia de tramvaie articulate bucureștene este o grupare de mai multe tipuri de tramvaie standardizate, construite începând cu anul 1971 la Uzinele de Reparații-Atelierele Centrale din cartierul Obor din București, fiind utilizate în capitala României în ultimii 50 de ani. 

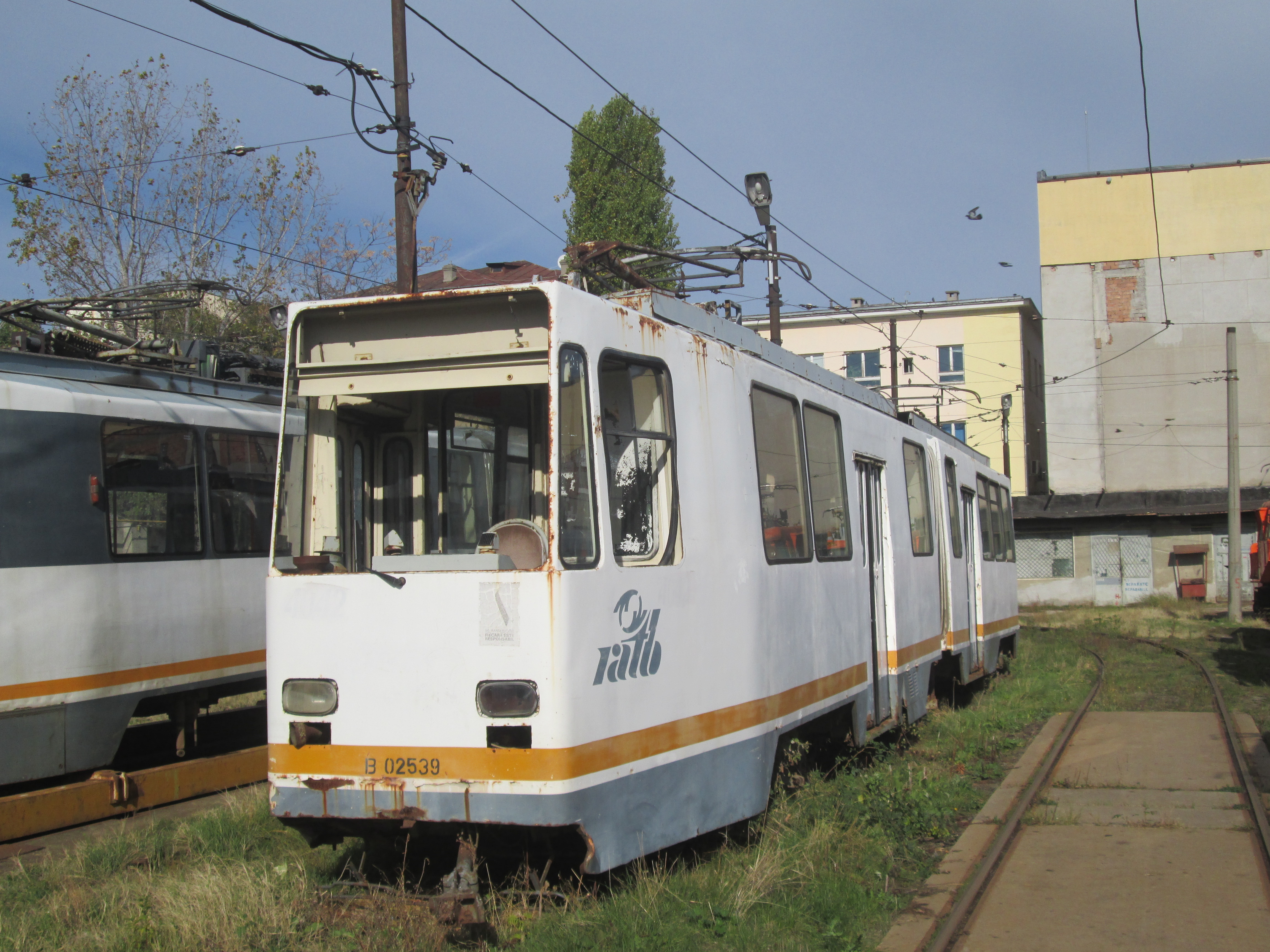
Tramvaiul V2B nr. 4042, ultimul exemplar al vagoanelor V2A/V2B care mai există, în depoul Victoria, București, 2017

## Istorie

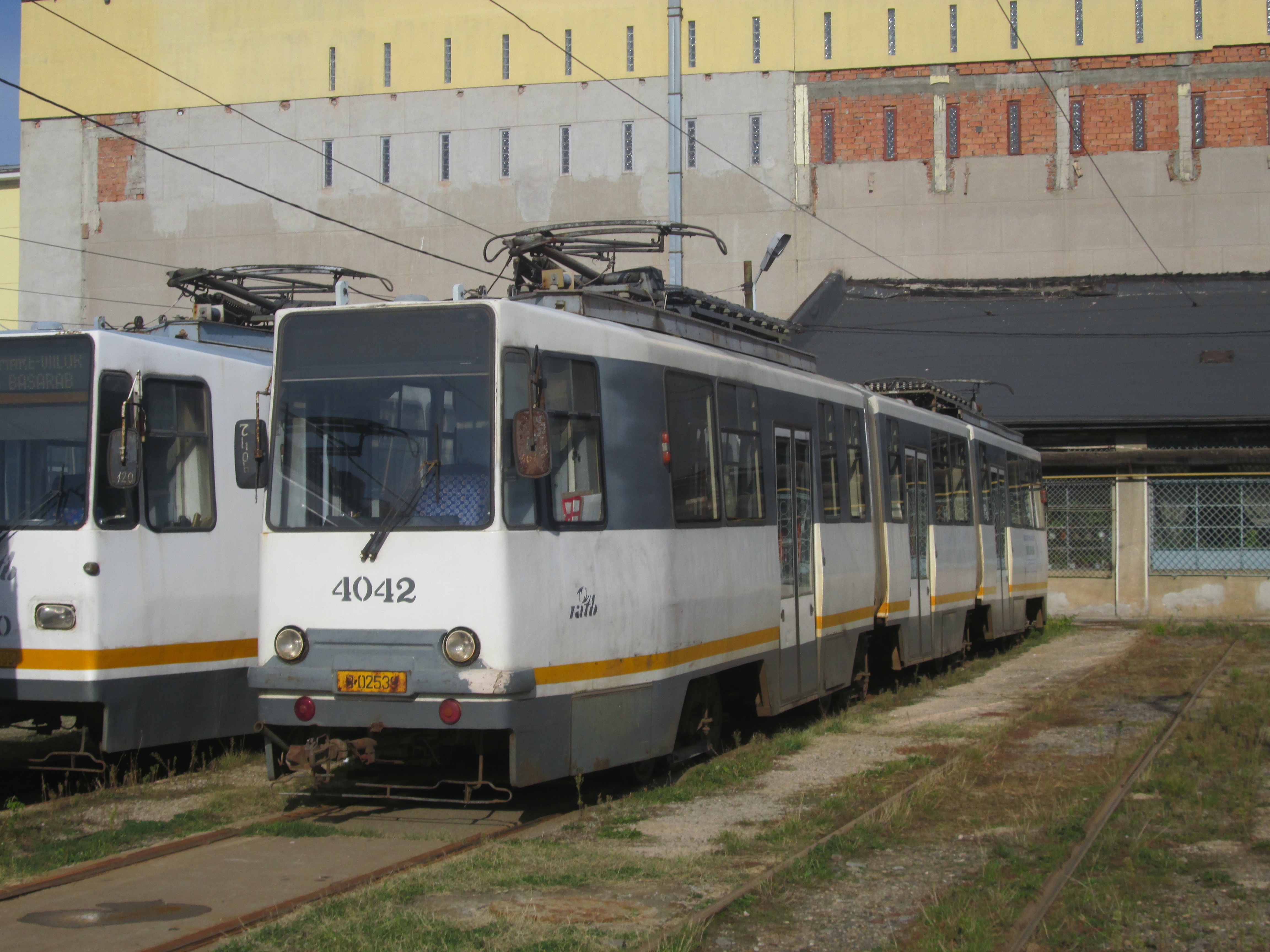
Tramvai V3B în depoul Victoria. Acest model este varianta bidirecțională a lui V3A, mai este cunoscut și ca V3A-2S

În anii 1960, odată cu extinderea Bucureștiului, era necesară de o reînnoire a flotei de tramvaie, care era în mare parte compusă din vagoanele V09, construite la finalul aniilor 1920. Regimul comunist a încercat modernizarea parcului în anii 1950, prin reconstruirea vagoanelor V09 în V56/V58, dar și prin introducerea vagoanelor de capacitate ridicată V951/V54. Cu toate acestea însă, Întreprinderea de Transport București (ITB), alături cu flota sa de tramvaie învechite, nu mai făcea față numărului de călători, odată cu dezvoltarea orașului.
În perioada 1965-1968, după mai multe discuții purtate între diverse companii, ITB, alături de producătorul Linke-Hoffmann-Busch din Salzgitter/Braunschweig, RF Germania, au ajuns la un acord de livrare a unui exemplar prototip. Bazat pe vagoanele LHB GT6, livrate orașului Braunschweig în perioada 1962-1965, vagonul LHB GT8 nr #3501 a fost livrat în anul 1969, fiind primul tramvai articulat din București. Din cauza problemelor de ordin economic identificate în cadrul planului de obținere a licenței, colectivul de proiectare al ITB începe, în anul 1970, să lucreze la un model propriu, pe baza documentației vest-germane, cu scopul de a se utiliza numai materiale și echipamente de producție românească. Modelul rezultat a fost numit „V3A”, abreviere pentru „vagon articulat alcătuit din 3 secțiuni”.
Vagonul V3A-71 #001 a intrat în circulație pe 4 mai 1971 pe linia 30 între Izvor și Titan, la un secol după introducerea primului tramvai cu cai în București. Introducerea vagonului #001 a fost problematică la început, deoarece Linke-Hoffman-Busch a acuzat ITB-ul că a copiat designul vagonului #3501 fără permisiunea sa anterioară, anulând acordul de 100 de vagoane livrate ca kituri CKD stabilit anterior. În final, disputa a fost rezolvată, deoarece vagonul #001 era foarte diferit față de prototipul #3501: caroseria tramvaiului a fost făcută din oțel în loc de fibră de sticlă, mutarea ușii 3, modificări la aspectul exterior și interior, astfel producția de tramvaie fiind adaptată condițiilor din fabricile României din epoca socialistă. Ambele vagoane au continuat să circule până în 1991. 
Producția de serie a început în 1972, boghiurile fiind fabricate de Întreprinderea de Reparații Auto Grivița, o uzină înrudită cu fabrica de vagoane Grivița Roșie, iar echipamentul electric de către Electroaparataj.
La finalul aniilor 70, parcul rulant de tramvaie ITB a fost modernizat aproape în întregime, întreprinderea fiind dotată cu 293 de vagoane V3A, urmate de cele 130 de vagoane Tatra T4R livrate în anii 1973-1975 din Cehoslovacia. Tramvaiul V3A a devenit astfel reprezentativ al transportului Bucureștean. Introducerea tramvaiului V3A a permis retragerea din circulație a vagoanelor V09 până în anul 1981, și modernizarea vechilor tramvaie V54 începând cu anul 1976, utilizând echipamentele de control a tramvaiului V3A.

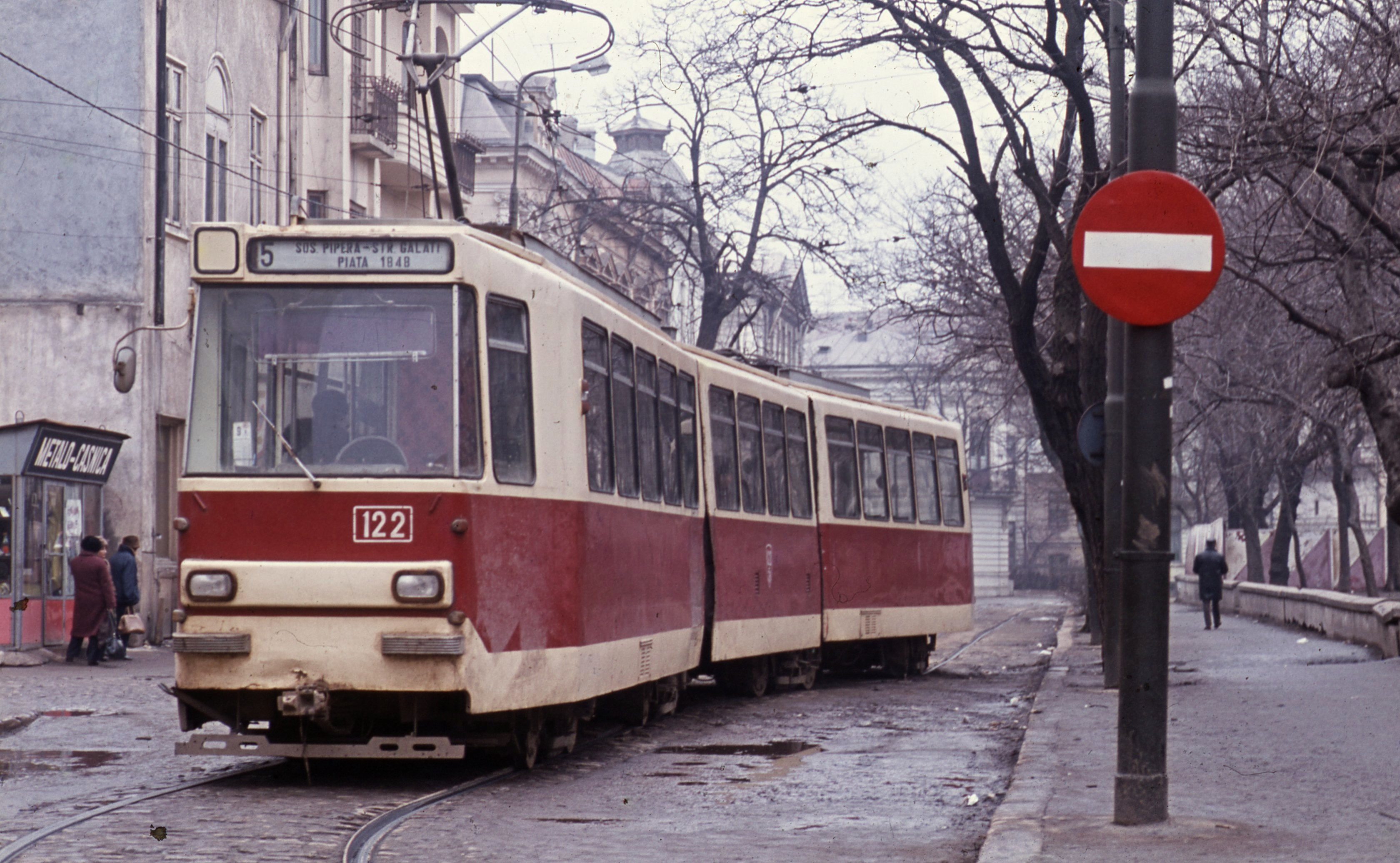
Vagonul 122 (tip V3A-71) la Piața Sfântul Gheorghe, cu schema de vopsire din fabrică, văzut în anul 1986.

În anul 1981, pentru a asigura înlocuirea vagoanelor V56/V58 (ce au circulat până în 1987), a avut loc introducerea tramvaiului V2A, proiectată ca o versiune de capacitate scăzută pentru liniile cu puțini călători, precum liniile 29 (Progresu-Jilava) sau 44 (Giulești-Basarab). Deoarece începând cu 1981, RS România a încetat importarea vehiculelor de transport public din alte țări (ca parte a programului de austeritate impus de Nicolae Ceaușescu), ITB a început adoptarea vagoanelor V2A/V3A pentru a le permite circulația în alte orașe, ce anterior beneficiau de importul tramvaielor Tatra T4R. Primul client a fost orașul Constanța, ce și-a plasat comanda în anul 1982, ducând la modificarea vagonului #206 în vagon experimental pentru testarea echipamentelor de control pentru rețeaua de 600V CC, fiind cunoscut temporar ca V3A-71-C.
Primele exemplare au fost livrate începând cu 1984, fiind ulterior valabile și pentru alte orașe, printre care Brașov, Ploiești, Cluj (1987), Oradea (1988), Brăila (1989) și Botoșani (1990). Înapoi în București, programul de demolări în masă impus de Nicolae Ceaușescu, alături de șantierele de metrou, amenințau circulația tramvaielor, cauzată de desfinațarea anumitor tronsoane de linii de tramvai. Deoarece mutarea pe șine temporare nu mai era posibilă (ca în perioada 1975-1980), URAC a început modificarea unor tramvaie V3A-71 prin adăugarea unui post de conducere în spate și a unui alt set de uși pe partea stângă a vagoanelor, rezultând astfel în primele vagoane bidirecționale din București. În același an (alte surse citează 1986 drept data introducerii în circulație), varianta V2B a început să circule pe linia 41 între Piața Scânteii și Crângași, până în anul 1987, când linia 41 a fost extinsă până la terminalul Ghencea.
Spre finalul aniilor 1980, anumite linii au început să folosească formații de tip V2A+V2A și V3A+V3A, destinate ridicării capacității de călători. Aceste ”trenuri urbane” adesea ajutau la combaterea problemei de aglomerație în transportul în comun, dar aduceau și dezavantaje, printre care suprasarcina a sistemului de tracțiune, lipsa cablurilor de funcționare în perechi și anumite garnituri nu încăpeau în unele stații. Este necunoscut dacă au existat formații de 5 vagoane (V2A+V3A și/sau vice versa). Soluția de tip ”tren urban” a fost abandonată până în anul 1991.
În anul 1987, vagonul #353, a fost al 500lea vagon articulat care a părăsit porțile fabricii URAC, pentru acest motiv fiind dotat cu scaune mai comfortabile și cu afișaj de traseu de tip rolă, fiind unicat. Producția pentru București a continuat în numere mici până în 1990, când ultimul vagon destinat pentru București (nr #362) a părăsit porțiile fabricii; la acel moment URAC se concentra pe producția pentru alte orașe, intrând în rivalitate cu vagoanele Timiș 2 (TR69E și TM69E), de formație vagon motor-vagon remorcă. Ultimul vagon de primă generație care a părăsit proțiile fabricii a fost un prototip construit special pentru Iași, unde se utiliza ecartamentul metric. 
Deși vagoanele de primă generație a familiei tramvaiului articulat Bucureștean erau relativ noi (cel mai vechi exemplar având doar 18 ani la momentul revoluției din 1989), mentenanța de după revoluție a parcului devenise din ce în ce mai dificilă, lucru ce a dus la casarea celor 2 prototipuri și a altor câteva vagoane ce au fost canibalizate pentru piese de schimb. Sosirea vagoanelor din Seria M (produse de Rathgerber pentru München între 1957 și 1965) și a vagoanelor din Seria L (produse de Duewag pentru Frankfurt/Main între 1958 și 1961) a captivat ochiul publicului călător, deoarece, în ciuda vârstei, acestea erau mult mai comfortabile și aveau mai multe caracteristici, care anterior erau considerate un lux pentru călători.
Deoarece flota de tramvaie V3A-71 avea nevoie de reparații urgente, și părea ”primitivă” față de vagoanele primite de la mâna a doua din Germania, RATB (succesorul ITBului) a demarat un program de modernizare în anul 1993, ce a constat în modernizarea vagonului #354 (pe atunci având doar 6 ani de circulație). Sistemul de tracțiune a rămas identic, dar printre modificări s-au numărat schimbarea aspectului exterior, adăugarea unui afișaj de traseu split-flap, sistem de încălzire îmbunătățit și schimbarea bordului din cabina vatmanului, care acum era complet separată de salonul de călători. Acesta a debutat în septembrie 1993. 
Alte orașe au început să-și retragă parcul de vagoane articulate începând cu 1993. Oradea și Cluj au fost primele orașe care au scos vagoanele V2A și V3A din circulație - în același timp, RATP Iași a importat vagoanele V2A din Cluj și Oradea (alături de vagoanele V3A, a căror secțiune mijlocie a fost casată), unde Uzinele Nicolina SA au modificat vagoanele pentru a circula pe rețeaua cu ecartament îngust, și a modificat ușile pliabile cu cele utilizate asupra autobuzelor Rocar DAC. Orașul Botoșani a primit vagoanele V3A utilizate de Cluj.

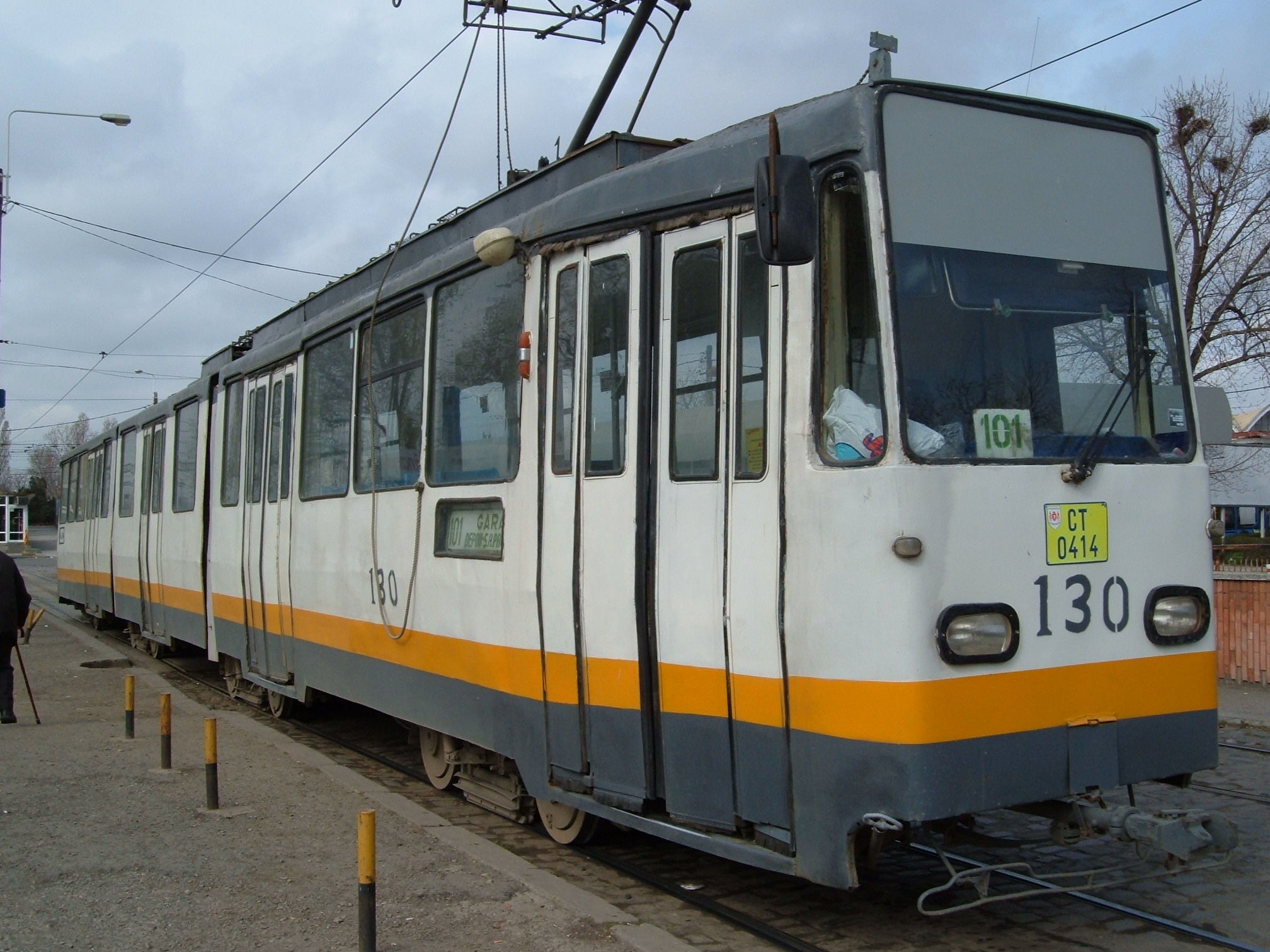
Tramvai V3A-C pe linia 101, în Constanța

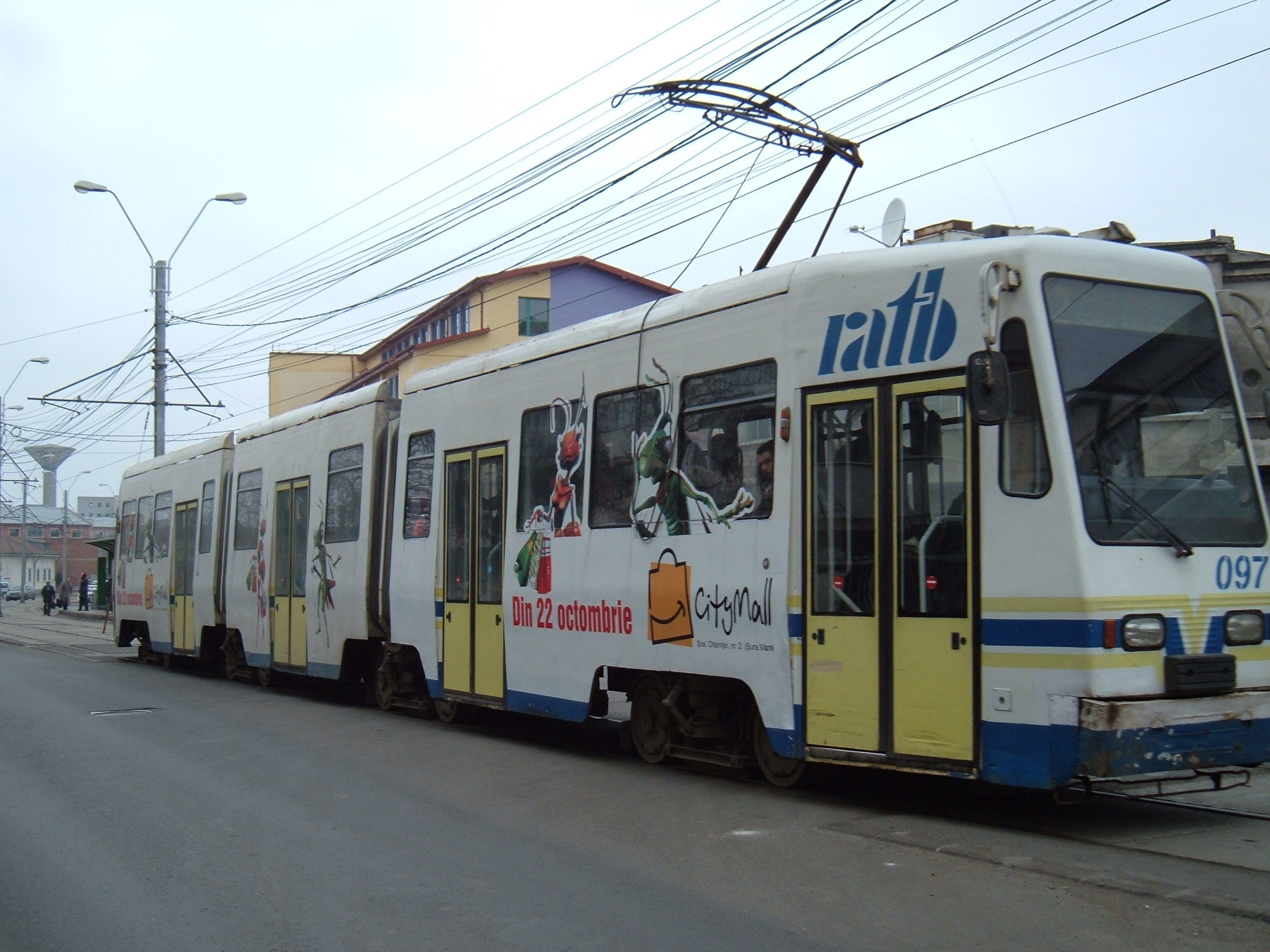
Tramvai tip V3A-93M-EP (modernizat la Electroputere Craiova) pe linia 12, în București

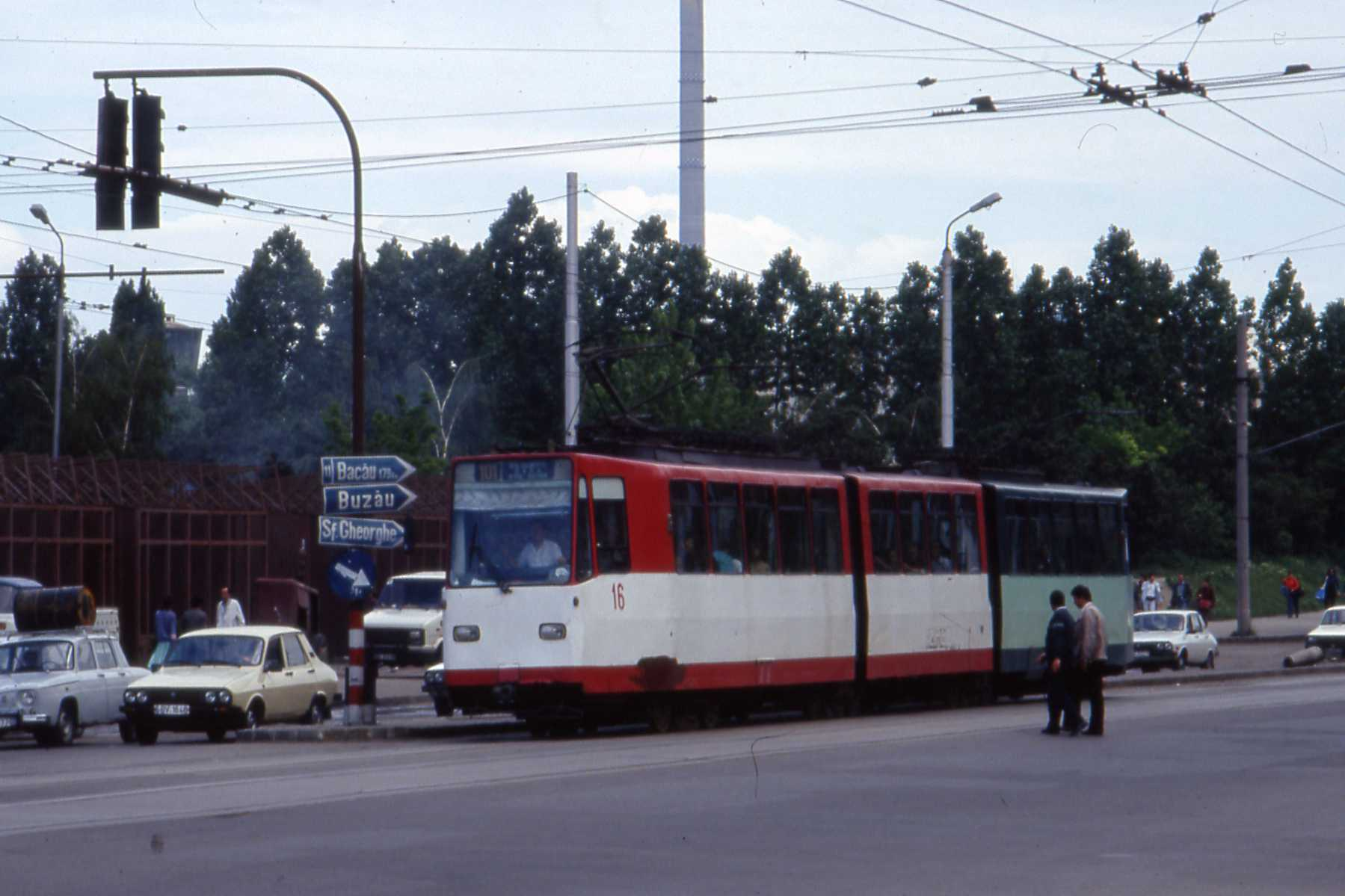
Tramvai V3A în Brașov, 1994

## Modele
Familia de tramvaie se clasifică în 3 generații diferite:

### Prima generație
- V3A-71 (1971-1981, 1987-2012) a fost prima variantă a tramvaiului care a intrat în circulație, fiind astfel modelul de bază al tramvaielor. Ultimele exemplare au fost retrase din circulație în anul 2006, un proces început în anul 1991.
- V3B-84 (1984-1985) a fost o variantă a tipului V3A-71, ce a constat prin modificarea unor vagoane construite în anii 1974 și 1978 prin adăugarea a unui alt set de uși și cabine, transformând garniturile unidirecționale în bidirecționale. Denumite și V3A-2S-84, ultimele exemplare au fost retrase la începutul anului 2007.
- V2A-81 (1981-1989) a fost o altă variantă a tipului V3A-71, construită specific pentru liniile de tramvai cu capacitate redusă. Ultimele exemplare au fost retrase din circulație la începutul anului 2010.
- V2B-84 (1984) a fost varianta bidirecțională a tipului V2A-81, având aceleași trăsături ca cea a tramvaielor V3B-84, însă fiind livrate din fabrică într-o schemă de vopsire unică (bej-albastru marin). Cunoscute și ca V2A-2S-84, ultimele exemplare au fost retrase în septembrie 2010, și astăzi mai există un singur exemplar, în conservare în depoul Victoria
- O variantă dedicată special celorlalte orașe a fost construită între 1984 și 1990, inițial destinată rețelei de tramvaie din Constanța (unde alimentarea se făcea de la 600 V CC). Ulterior, mai multe exemplare au fost livrate altor câtorva orașe, intrând în competiție cu tramvaiul Timiș 2 fabricat la Timișoara. Un ultim exemplar, prototip de ecartament îngust a fost fabricat orașului Iași în 1992.
- O variantă oarecum înrudită cu vagoanele de primă generație au fost tramvaiele EP/V3A (a nu fi confundate cu varianta V3A-93M-EP construită mai târziu), fiind o modernizare a vagoanelor Electroputere V951 și V54. Construite între 1976 și 1982, acestea au fost retrase din circulație comercială între 1995 și 2000, pentru a permite reutilizarea pieselor la tramvaiele Rathgeber și Duewag.

### A doua generație
- V3A-93 (1993-2006), fabricată de către URAC Lizeanu, fiind modelul de bază al vehiculelor din a doua generație
- V3A-93M-FAUR (1995-2004), fabricată de către FAUR SA, din cauza capacității restrânse la URAC. Se pot identifica cu ajutorul panourilor protectoare laterale de pe acoperiș, venind din fabrică cu o schemă de vopsire roz.
- V3A-93M-EPC (1997-2002), fabricată de către Electroputere Craiova în numere limitate. Primele 3 exemplare erau dotate inițial cu echipamente Holland Electric (Holec).
- V3A-93-M2000 (1999-2003), fabricată de către URAC Lizeanu, o subvariantă a tipului V3A-93, inițial pentru linia de tramvai 41, modernizată pe parcursul anului 2002, venind din fabrică cu o schemă de vopsire numită ”bot roșu”.
- V3A-2S-93 (2006-2007, 2009-2010), fabricată de către URAC Lizeanu pentru a înlocui tramvaiele V2B/V3B-84, fiind ultimele vagoane fabricate de către URAC cu podea complet ridicată.
- V3A-93-PPC (2002-2005), patru exemplare (două din subvarianta M2000), servind drept prototipuri pentru viitorul tip V3A-CH-PPC.
- V3A-93M-CA (2008), reconstruit din vagonul V3A-H #205 pentru a experimenta cu tracțiunea motoarelor în curent alternativ.

### A treia generație
- V3A-93-CH-PPC (2006-2010), fabricată de către URAC Lizeanu, această variantă folosește motoare de tracțiune convenționale în curent continuu, fiind construite inițial pentru a permite retragerea din circulație a ultimelor vagoane V3A-71 și a vagonaelor V2A-81.
- V3A-2010-CA (2010-prezent) sunt o evoluție a tramvaielor V3A-93-CH-PPC, fiind însă dotate cu motoare de tracțiune în curent alternativ, urmând să înlocuiască restul vagoanelor V3A-93 și a variantelor lor.

## Producție
| Oraș        | Total                  | Ani                                                                        | Numere |
| ----------- | ---------------------- | -------------------------------------------------------------------------- | --- |
| București   | 362 V3A 042 V2A 07 V2B | 1971 1972 1973 1974 1975 1976 1977 1978 1979 1980 1981 1982 1986 1987 1990 | 001 (V3A, prototip) 002–006 (V3A) 007–016 (V3A) 017–037 (V3A) 038–089 (V3A) 090–143 (V3A) 144–201 (V3A) 202–253 (V3A) 254–293 (V3A) 294–337 (V3A) 338–351 (V3A), 4001 (V2A) 4002–4036 (V2A) 352 (V3A), 4037–4044 (V2B), 4045–4048 (V2A) 353–361 (V3A), 4049 (V2A) 362 (V3A) |
| Constanța   | 075 V3A                | 1984 1985 1986 1987 1990                                                   | 101–110 111–140 141 142–170 171–175 |
| Ploiești    | 029 V3A                | 1987 1988 0                                                                | 7001–7005, 7007–7008, 7010, 7013–7014, 7018–7019 7023–7024, 7028–7037, 7041–7042, 7045, 7047–7048 Notă: numerele erau paralele cu cele de la Timiș2 |
| Brașov      | 016 V3A 04 V2A         | 1987 1988 1989                                                             | 1–8 (V3A) 9–12 (V2A), 13–16 (V3A) 17–20 (V3A) |
| Cluj-Napoca | 06 V3A 016 V2A         | 1987 1988                                                                  | 101–106 107–122 |
| Oradea      | 03 V2A 06 V3A          | 1988 1989 1990                                                             | 20–21 (V2A) 22 (V2A), 23–27 (V3A) 28 (V3A) |
| Brăila      | 010 V3A                | 1988–1989                                                                  | 80–89, unele au fost nenumerotate |
| Botoșani    | 010 V3A                | 1990                                                                       | 1–10 |
| Iași        | 01 V2A                 | 1992                                                                       | 350 (prototipul de ecartament metric) |